# Gabriel Dahho
Gabriel Dahho – duchowny Syryjskiego Kościoła Ortodoksyjnego, od 2019 arcybiskup Jerozolimy, Jordanii i Ziemi Świętej.
Sakrę otrzymał 10 kwietnia 2019.